# ائرو ای.۲۹
ائرو ای. ۲۹ (به انگلیسی: Aero A.29) یک هواپیمای ساختِ آئرو ودوخودی است. نخستین استفاده‌کنندهٔ این هواپیما نیروی هوایی چکسلواکی بوده‌است. این هواپیما در ۱۰ مه ۱۹۲۶ میلادی نخستین پرواز خود را انجام داد.